# 18 де Марзо, Бреча 14 ентре Километро 90.3 и 91 (Ваље Ермосо)
18 де Марзо, Бреча 14 ентре Километро 90.3 и 91 (шп. 18 de Marzo, Brecha 114 entre Kilómetro 90.3 y 91) насеље је у Мексику у савезној држави Тамаулипас у општини Ваље Ермосо. Насеље се налази на надморској висини од 12 м.

## Становништво
Према подацима из 2010. године у насељу су живела 2 становника.

### Хронологија
| Година       | 2005 | 2010 |
| ------------ | ---- | ---- |
| Становништво | 3    | 2    |

### Попис
| # | Индикатор                     | Вредност |
| - | ----------------------------- | -------- |
| 1 | Укупно домаћинстава           | 3        |
| 2 | Укупно насељених домаћинстава | 1        |
| 3 | Величина локације             | 1        |